# Saint-Clément (Gard)
Saint-Clément – miejscowość i gmina we Francji, w regionie Oksytania, w departamencie Gard.
Według danych na rok 1990 gminę zamieszkiwały 122 osoby, a gęstość zaludnienia wynosiła 24 osoby/km² (wśród 1545 gmin Langwedocji-Roussillon Saint-Clément plasuje się na 780. miejscu pod względem liczby ludności, natomiast pod względem powierzchni na miejscu 1009.).